# Droits de l'homme
Ne pas confondre avec Les Droits de l'homme.

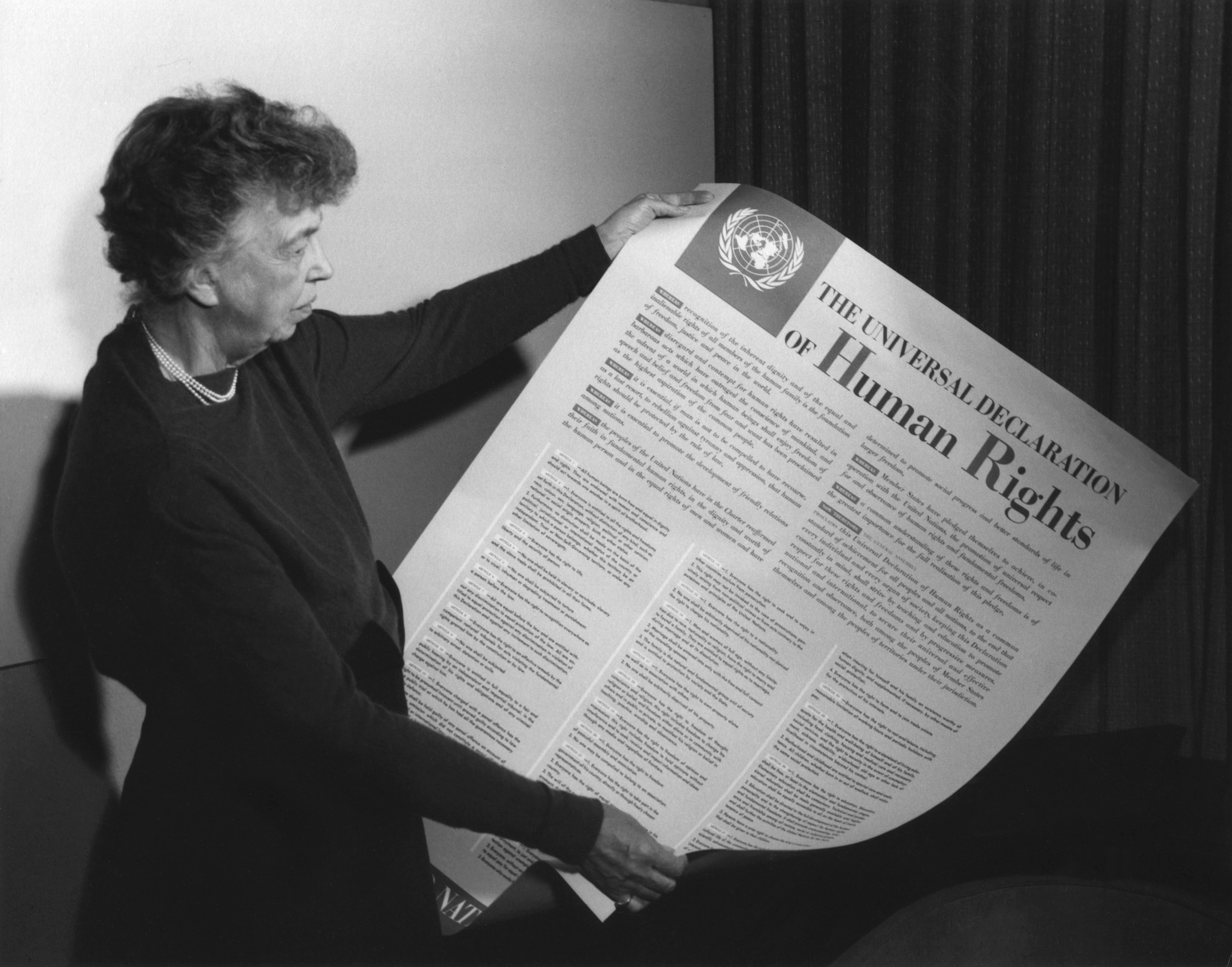
Eleanor Roosevelt tenant la Déclaration universelle des droits de l'homme de 1948.

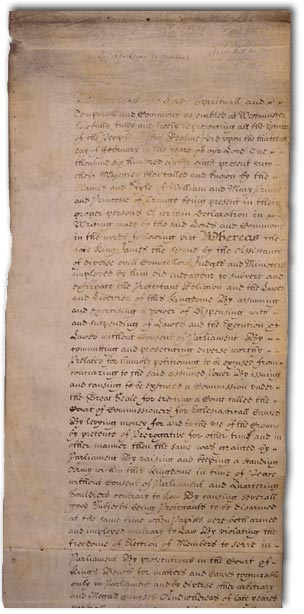
La Déclaration des droits (Bill of Rights) de 1689.

Les droits de l'homme (parfois écrits « droits de l'Homme »), également appelés droits humains ou droits de la personne (par exemple dans un contexte de communication gouvernementale au Canada), sont un concept à la fois philosophique, juridique et politique, selon lequel tout être humain possède des droits universels, inaliénables, quel que soit le droit positif (droit en vigueur) ou d'autres facteurs locaux tels que l'ethnie, la nationalité ou la religion.
Selon ce concept, tout être humain — en tant que tel et indépendamment de sa condition sociale — a des droits « inhérents à sa personne, inaliénables et sacrés », et donc opposables en toutes circonstances à la société et au pouvoir. Ainsi, le concept de droits de l’homme est par définition universaliste et égalitaire, incompatible avec les systèmes et les régimes fondés sur la supériorité en dignité d’une caste, d’une race, d’un peuple, d’une classe ou d’un quelconque groupe social ou individu par rapport à un autre ; incompatible tout autant avec l’idée que la construction d’une société meilleure justifie l’élimination ou l’oppression de ceux qui sont censés faire obstacle à cette édification.
Les droits de l'homme, prérogatives dont sont titulaires les individus, sont généralement reconnus dans les pays démocratiques par la loi, par des normes de valeur constitutionnelle ou par des conventions internationales, afin que leur respect soit assuré par tous, y compris par l'État. L'existence, la validité et le contenu des droits de l'homme sont un sujet permanent de débat en philosophie et en science politique.

## Terminologie
Depuis 1948 et la promulgation de la Déclaration universelle des droits de l'homme, le terme de « droits humains » est d'usage courant dans la plupart des langues dans lesquelles elle a été traduite. Néanmoins, en français, notamment en France, l'expression « droits de l'homme » est consacrée par l'usage, notamment dans le texte fondateur de la Déclaration des droits de l'homme et du citoyen de 1789, qui ne distingue pas les hommes des femmes, mais les hommes des citoyens.
La dénomination française est néanmoins parfois perçue comme sexiste ou non représentative,,. En effet, l'expression « droits de l'homme », héritée du XVIIIe siècle, est la seule parmi les langues romanes à véhiculer l'ambiguïté l'homme « mâle » et l'Homme « être humain », bien que le mot latin homo dont elle découle étymologiquement désigne l'être humain (l'homme mâle étant désigné par le mot vir). En 1998, la Commission nationale consultative des droits de l'homme préconise de maintenir l'expression traditionnelle.
Néanmoins, le Haut Conseil à l'égalité entre les femmes et les hommes, comité de réflexion consultatif placé auprès du Premier ministre, préconise depuis novembre 2015 le terme « droits humains » dans son Guide pratique pour une communication publique sans stéréotype de sexe — même s’il ne préconise pas de changement de nom pour la Déclaration des droits de l'homme et du citoyen — et va jusqu'à appeler, en 2018, à cesser l'utilisation du terme « droits de l'homme », qu'il considère comme discriminant envers les femmes, pour préférer l'expression « droits humains ». Le guide du HCEFH ne fait toutefois pas l'unanimité. Toutefois, « droits humains » est aussi critiqué en raison des connotations liées à l'adjectif (droits appliqués avec humanité) et du fait même d'utiliser un qualificatif (droits qui sont de nature humaine) en effaçant la référence au sujet alors qu'il s'agit d'exprimer que ces droits appartiennent à un individu. En d'autres termes, « Ce ne sont pas les droits qui sont humains, c'est l'Humanité qui a des droits ». 
L'expression « droits des femmes » qui est utilisée lorsqu'il est spécifiquement question des femmes (comme on parle des « droits des enfants » et des « droits des étrangers ») peut donner à penser que les femmes auraient des droits différents de ceux des hommes en général. Pour sortir de ces ambiguïtés, certains comme le Mouvement français pour le planning familial (MFPF), proposent de parler de « droits de la personne », comme il est fait au Canada francophone, où l'expression est principalement utilisée. Amnesty International en France a explicitement choisi de parler de « droits humains » comme le fait la section suisse de cette organisation dans ses publications en français. Les autorités suisses utilisent régulièrement, au plus haut niveau, l'expression « droits humains » plutôt que « droits de l'homme ».
L'usage « droits de l'Homme » avec un « H » majuscule à « Homme », ce qui donne au mot le sens de personne collective, n'est guère attesté dans les dictionnaires de langue française. En revanche, il est souvent utilisé chez les juristes et dans les textes normatifs français, comme les journaux officiels. À l'origine, le mot « homme » ne prend, en effet, pas de majuscule dans cette expression et cette écriture est conservée par des organismes tels que les Nations unies. Certaines sources écrivent toutefois le mot avec une majuscule, principalement par volonté d'englober plus explicitement tout le genre humain, et d'accéder à une expression pleine et entière de la personne.

## Histoire

### Cylindre de Cyrus
« Il est difficile d'identifier avec précision les origines de la philosophie des droits de l'homme. Le regard de l'observateur est en effet assez mécaniquement obscurci par une forme de paréidolie historique qui le pousse à voir rétrospectivement dans des textes anciens des expressions de cette philosophie ». Ainsi, le cylindre de Cyrus est souvent mentionné anachroniquement comme la « première charte des droits de l'homme ». Gravé dans l'argile à la demande de Cyrus le Grand après sa conquête de Babylone en -539, ce document fut redécouvert en 1879 et traduit en 1971 par l'Organisation des Nations unies dans toutes ses langues officielles.

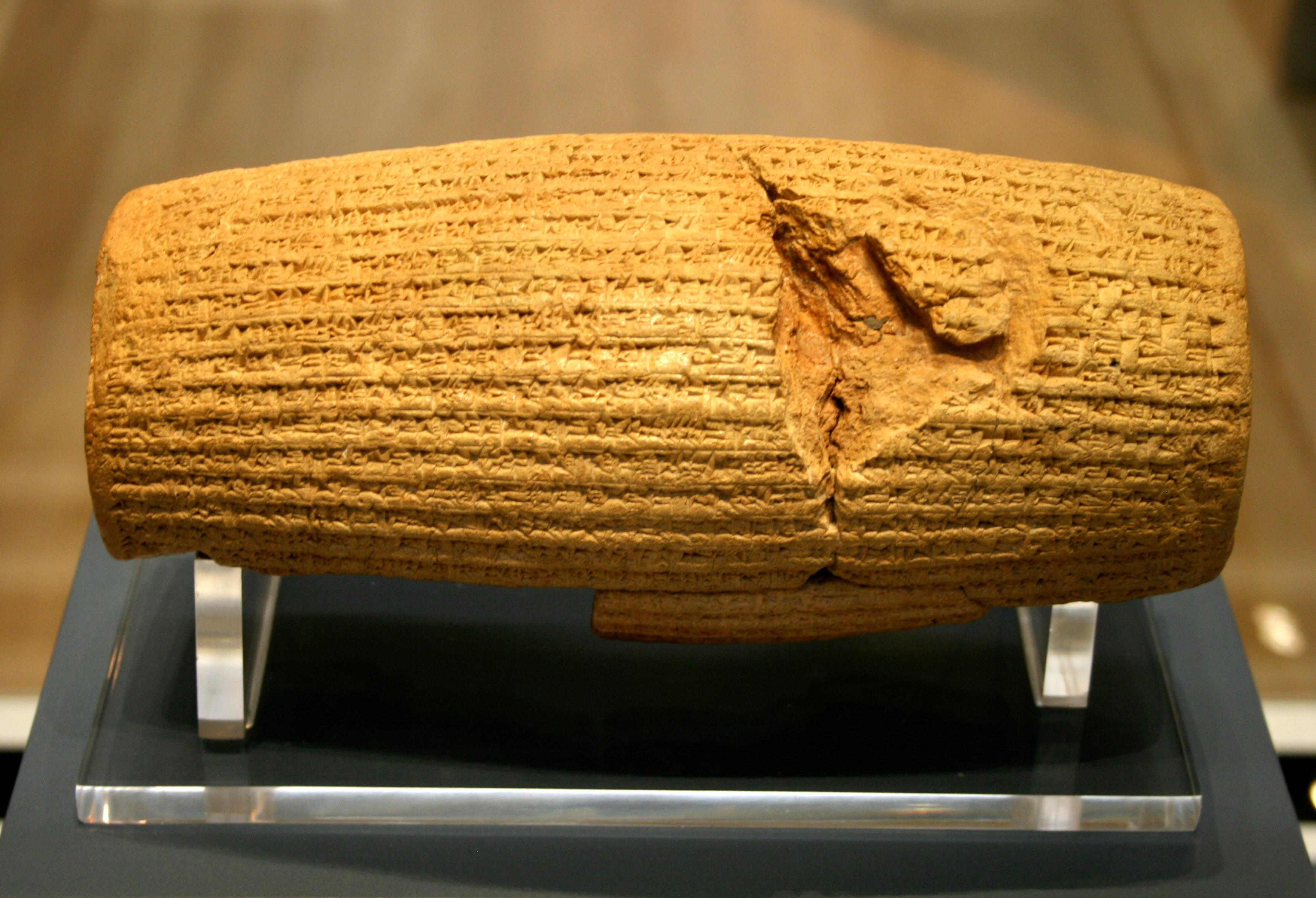
Le cylindre de Cyrus, conservé au British Museum.

Le cylindre décrète les thèmes normaux de la règle persane : tolérance religieuse, abolition de l'esclavage, liberté de choix de profession et expansion d'empire. Il se situe dans la tradition mésopotamienne présentant l'idéal du roi juste, dont le premier exemple connu est celui du roi Urukagina de Lagash, ayant régné au XXIVe siècle av. J.-C., et dont un autre représentant illustre est Hammurabi de Babylone, avec son code datant du XVIIIe siècle av. J.-C.
L'inscription de Cyrus présente pourtant quelques caractères novateurs, notamment sur les décisions concernant la religion.
Ce document retrace les événements ayant précédé la prise de Babylone, puis expose les décisions de Cyrus le Grand pour les Babyloniens : il règne pacifiquement, délivre certaines personnes de corvées considérées comme injustes, il octroie aux gens déportés le droit de retour dans leur pays d'origine et laisse les statues de divinités autrefois emmenées à Babylone revenir dans leurs sanctuaires d'origine. Il proclame la liberté totale de culte dans son empire.

### Autres références dans l'Antiquité
Des droits naturels ou intrinsèques à l'homme sont déjà explicitement mentionnés :
- dans l'Éthique à Nicomaque, Aristote évoque le principe de dignité et le respect que l'individu doit porter aux autres[19] ;
- dans les Pensées de Marc Aurèle et les Tusculanes de Cicéron (sur la notion de jus hominum, « droit des hommes »), reprenant Platon[20] ;
- dans des textes religieux (comme les Dix Commandements, qui commandent le droit à la vie, à l'honneur, etc.)[21],[22] ;
- chez saint Paul, dans l’épître aux Corinthiens, qui parle de l’homme intérieur, totalement vierge, en lui accordant une dignité absolue ;
- dans des textes littéraires, comme la pièce de théâtre Antigone de Sophocle (bien qu'il puisse s'agir d'une tradition) ou purement philosophiques, comme dans les textes de l’école de pensée des stoïciens[23].

### Édit de Milan
Sselon le prélat catholique Dominique Mamberti, les droits de l'homme, tels qu'ils sont apparus dans l'histoire européenne et tels qu'ils se sont ensuite généralisés au monde entier à travers les organisations internationales, tirent plus particulièrement leur origine de l'édit de Milan, édit de tolérance a été promulgué en 313 par l'empereur romain Constantin Ier afin d'autoriser la liberté de culte aux chrétiens. Dominique Mamberti y voit l'application concrète des enseignements de Jésus-Christ et de saint Paul[source insuffisante].

### Autres références en Afrique
- Au XIIIe siècle, en Afrique, voir le texte-serment de la charte du Manden (inscrite par l'Unesco au patrimoine immatériel de l'humanité), qui énonce déjà des formulations très modernes des principes d'égalité devant la loi et de non-discrimination.
- Aux XVe et XVIe siècles, les grands jurisconsultes islamiques de l'empire du Mali établissent des principes très similaires à ceux qui seront établis plus tard dans les déclarations « modernes » des droits de l'homme (voir en particulier les manuscrits de Tombouctou).[réf. nécessaire]

### Époque moderne

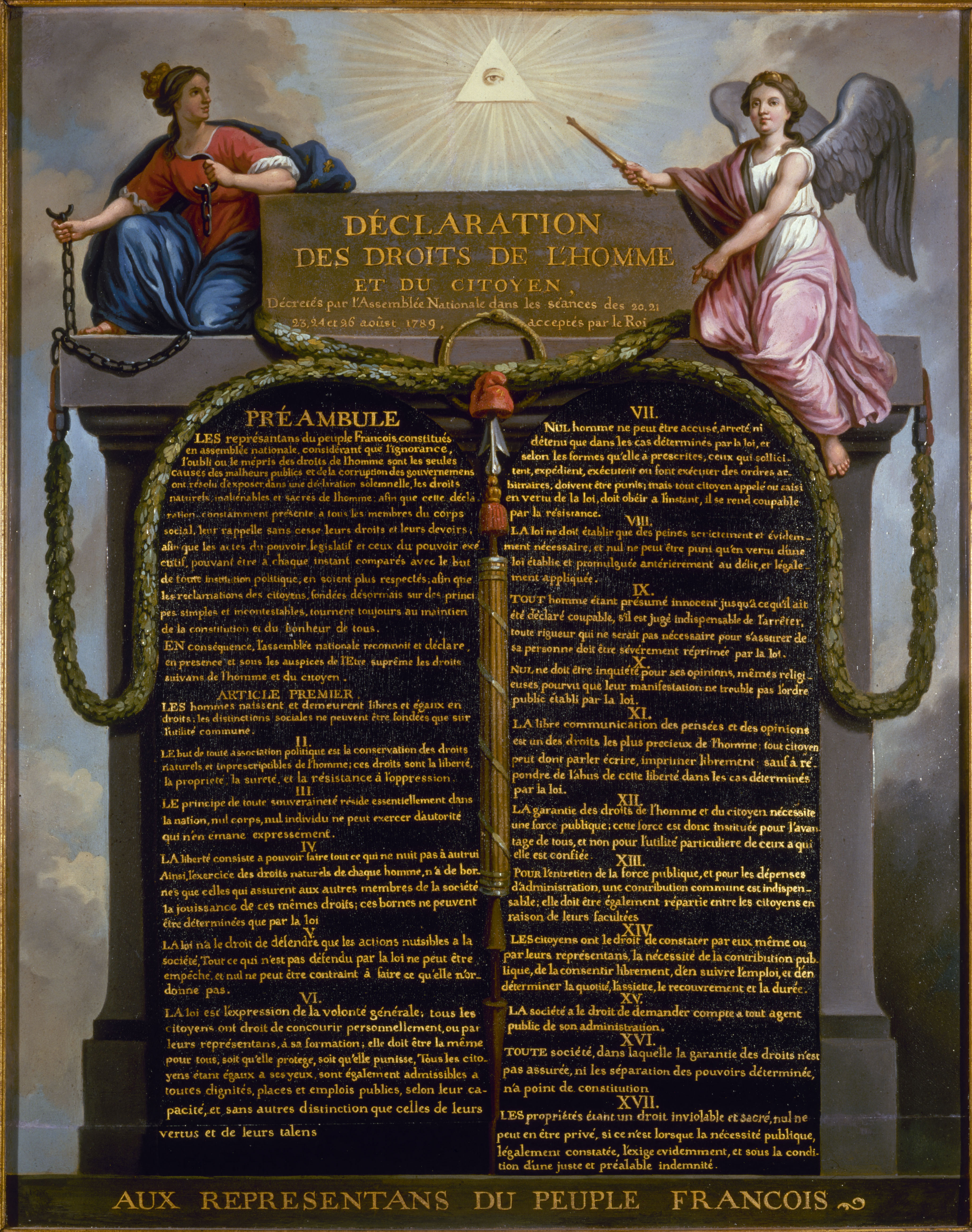
Déclaration des droits de l'homme et du citoyen, adoptée par l'Assemblée nationale française le 26 août 1789, par Jean-Jacques Le Barbier.

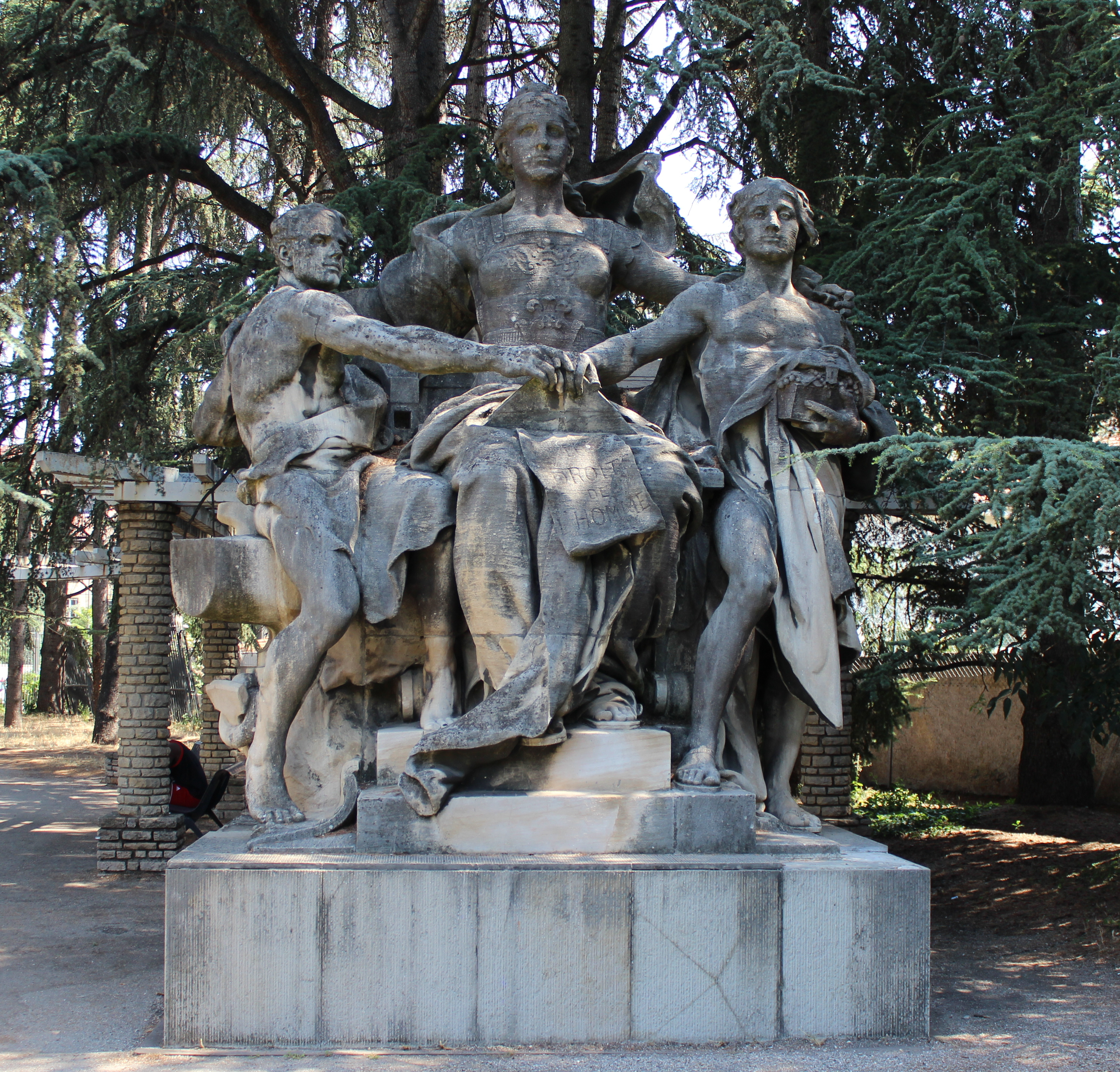
Sur ce monument dédié à la République, le sculpteur Émile Peynot a posé sur les genoux de l'allégorie la République un grand parchemin portant la mention « LES DROITS DE L'HOMME »
(Lyon, Parc Georges-Bazin)

La notion de droits minimaux dus à la seule qualité d'être humain, ou « droits naturels », est à la fois ancienne et générale.
Ce qui caractérise l'idée des droits de l'homme, c'est la volonté de les inscrire explicitement dans le droit (oral ou écrit), de leur reconnaître une application universelle et une valeur juridique supérieure à toute autre norme. On passe alors souvent par une forme de proclamation, plutôt que par les règles ordinaires d'édiction des normes légales ; les termes utilisés sont ceux d'une évidence préexistante et indiscutable, qu'on découvre et qu'on reconnaît, plutôt qu'une simple convention discutable. L'unanimité est implicitement convoquée comme source de la légitimité de ces droits. Même si des références au divin ou des influences religieuses peuvent se trouver, elles apparaissent comme accessoires, et l'application des droits se veut indépendante de toute affiliation religieuse. Cette indépendance constitue la principale différence entre la base philosophique des droits de l'homme et celle du droit divin, sachant que les deux ont en commun la croyance en l'existence de règles universelles et permanentes. Ne comportant de référence à aucune religion particulière, si ce n'est à l'« Être suprême », pour la déclaration française de 1789, les droits de l'homme ont vocation à s'appliquer indépendamment des différentes sensibilités religieuses.

#### Grands textes (XIIIe–XVIIesiècles)
Avec cette définition (non du contenu, mais de la forme), on peut remonter au moins jusqu'au Moyen Âge pour trouver les premières manifestations, concrètes et avec des effets réels dans les pratiques, de l'idée des droits de l'homme, réunies sous le nom de droits de l'homme de la première génération :
- la Magna Carta (1215). Ce texte est important mais n'a été véritablement utilisé qu'à partir du XVIIe siècle comme instrument contre l'absolutisme royal des Stuart ;
- les Douze Articles en 1525 ;
- la Pétition des Droits en 1628 ;
- l'Acte d'Habeas Corpus, 1679 (fondement du droit pénal) ;
- la Déclaration des droits (Bill of Rights) en 1689. Elle est considérée dans le monde anglophone comme la base des concepts actuels des droits humains.

Pendant le XVIe siècle, en Occident, la découverte des peuples indigènes de l'Amérique par les Européens et les premières pratiques de déportation d'Africains vers le « Nouveau Monde » sont à l'origine de l'activisme pour les droits humains de Bartolomé de las Casas et certains secteurs de l'Église catholique, comme la papauté elle-même, qui se manifestent avec les actes Veritas ipsa et Sublimis Deus.
Une approche des droits de l'homme et du citoyen sur le modèle antique apparaît en 1755 avec la Constitution du Généralat de Pascal de Paoli en Corse (le premier État démocratique du siècle des Lumières pour Voltaire et Rousseau), reprise ensuite par Lafayette et Thomas Jefferson pour les États-Unis (Loge des Neuf sœurs). La constitution corse contient les prémices de droits de l'homme dans une société démocratique, tels que la séparation des pouvoirs et le suffrage universel.
Dans L'Histoire des deux Indes, l'expression « droit de l'homme » apparaît au chapitre 4 () : « L’homme qui revendiquerait les droits de l’homme, périrait dans l’abandon ou dans l’infamie ».

#### Première déclaration des droits humains (1776)
La première Déclaration des droits humains est celle de l’État de Virginie (États-Unis), écrite par George Mason et adoptée par la Convention de Virginie le 12 juin 1776 (appelée en anglais le Bill of Rights américain).
Elle a été largement copiée par Thomas Jefferson pour la déclaration des droits humains incluse dans la Déclaration d'indépendance des États-Unis du 4 juillet 1776, par les autres colonies pour la rédaction de leurs déclarations des droits humains, et par l’Assemblée française pour la Déclaration française des droits de l’homme et du citoyen, ainsi qu'elle aura inspiré largement la Déclaration universelle des droits de l'homme votée par l'ONU en 1948.

#### Déclaration des droits de l'homme et du citoyen (1789)
L’Assemblée nationale française, dès qu’elle s’est déclarée constituante, a décidé de rédiger une déclaration. La discussion débute le 9 juillet et débouche sur un vote le 26 août 1789, sous l’influence des chefs de file du tiers état et de la noblesse libérale. Ratifiée seulement le 5 octobre par Louis XVI sous la pression de l’Assemblée et du peuple accouru à Versailles, la déclaration de 1789 servira de préambule à la première Constitution de la Révolution française, adoptée en 1791. La Déclaration des droits de l'homme et du citoyen est promulguée par le roi le 3 novembre 1789 : c'est une déclaration philosophique universaliste (droits de l'homme) et juridique (droit du citoyen).
Dès 1790, dans son ouvrage Réflexions sur la Révolution de France, Edmund Burke dénonce la Révolution française et plus précisément l'abstraction des droits de l'homme. L'année suivante, James Mackintosh (1765-1832) dans ses Vindiciae Gallicae, ouvrage qui constitue une réponse au livre de Burke, exprime le point de vue philosophique d'un libéral sur les événements de la Révolution française jusqu'au printemps 1791[précision nécessaire]. Il prend la défense des droits de l'homme et son livre est un témoignage intéressant du point de vue d'un whig cultivé à cette époque, représentatif de la philosophie libérale issue du siècle des Lumières. Les excès des Révolutionnaires et de la Terreur le conduiront cependant quelques années plus tard à rejoindre Burke dans sa critique. Quant à Jeremy Bentham, récusant l’idée de droits naturels, il critique les droits de l'homme dans une perspective utilitariste.
Thomas Paine réplique aux attaques d'Edmund Burke dans Réflexions sur la Révolution de France, ainsi que dans Rights of Man (Les Droits de l'homme) le 29 janvier 1791 (publié en 1791-1792), ouvrage dans lequel il critique la monarchie britannique.
En 1791, le pape Pie VI condamne la Déclaration des droits de l'homme et du citoyen dans son encyclique Adeo nota. Selon lui, sa nature purement philosophique ne peut prétendre se substituer au droit naturel ainsi qu'au droit de l'Église.
La notion de « droit de l'homme » reste pratiquement stable pendant près d'un siècle, puis en 1948, prenant en compte la réalité de problèmes sociaux, la Déclaration universelle des droits de l'homme (ONU) ajoute, à la Déclaration initiale, les droits dits de « deuxième génération » (ou « droits-créance » garantis par l'État sur les autres êtres humains). Il faut noter que la Déclaration des droits de l'homme et du citoyen de 1789 excluait les femmes. Il faut attendre 1948 et l'intervention d'Eleanor Roosevelt pour que la notion d'égalité entre les sexes figure explicitement dans une convention internationale.

#### Déclaration universelle des droits de l'homme (1948)
La place de l'organisme des Nations unies dans la légitimation et la promotion des droits humains est essentielle. Le qualificatif d'universel a été inscrit dans le titre de la Déclaration universelle des droits de l'homme de 1948 à l'ONU à l'initiative de René Cassin. Cette Déclaration n'a pas d'aspect contraignant, contrairement aux Pactes ou Conventions internationaux lorsque ces derniers sont ratifiés par les pays concernés. L'historienne Chloé Maurel a analysé la gestation et l'adoption de cette Déclaration au sein de l'ONU, montrant que l'ONU a joué un rôle important au niveau mondial dans la promotion de grandes notions progressistes comme celle de droits humains entre autres. 

#### Développements ultérieurs
Depuis la Charte des Nations unies (1945) et la Déclaration universelle des droits de l'homme, la notion de droits de l'homme a été étendue, légiférée et des dispositifs ont été créés pour surveiller les violations de ces droits. Citons certains événements marquants :
- 1966 : adoption par l'ONU du Pacte international relatif aux droits civils et politiques et du Pacte international relatif aux droits économiques, sociaux et culturels.
- 1967 : création de mécanismes d'enquêtes par la Commission de l'ONU sur les violations des droits de l'homme des pays membres.
- 1991 : première rencontre internationale des institutions nationales de promotion et de protection des droits de l'homme, organisée par la Commission nationale consultative des droits de l'homme (CNCDH), à Paris, sous l'égide des Nations unies.
- Décembre 1993 : adoption par l'Assemblée générale des Nations unies de Déclaration et programme d'action de Vienne, qui accorde une large place à la démocratie et au développement, considérés comme faisant partie intégrante des droits de l'homme, et qui appelle tous les États parties à créer des institutions nationales garantes des droits de l'homme et Haut-Commissariat des Nations unies aux droits de l'homme.
- 2006 : création du Conseil des droits de l'homme des Nations unies lors de l'adoption par l'Assemblée générale le 15 mars 2006 de la résolution A/RES/60/251.

Pour l'historien américain Samuel Moyn (en), les droits de l'homme ne sont devenus le vocabulaire préféré dans le monde pour parler de justice que depuis quelques décennies. Plus précisément, il date la naissance des droits de l'homme, comme idéologie et mouvement, au milieu des années 1970. Il fait valoir que ce ne fut que dans les années 1970, quand d'autres idéologies (socialisme utopique, anti-colonialisme, et anti-communisme) sont tombées en désuétude que les droits de l'homme ont assumé un statut d'arbitre moral ultime de conduite internationale. Ainsi, « c'est de l'implosion des utopies antérieures qu'est née la « dernière utopie » que sont les droits de l'homme comme norme suprême censée faire advenir un monde meilleur ».
Le principal objet des droits de l’homme, à savoir imposer des limites à l’activité de l’État, serait selon Moyn une idée étrangère aux droits de l’homme « qui visaient à définir la citoyenneté et non à protéger l’humanité ». Après la Seconde Guerre mondiale, les droits de l’homme restent confinés à la seule diplomatie des États dans le cadre des Nations unies et ne sont guère revendiqués que par les courants du personnalisme chrétien qui sont « rapidement identifiés à l’anticommunisme et à la seule défense du monde occidental ».

## Concept en extension
La philosophie des droits de l'homme n'a de cesse de s'interroger sur leur existence, leur nature et leur justification :
- les droits de l'homme sont des prérogatives dont les individus ou des groupes sont titulaires. L'État et les institutions sont tenus de les respecter et de les faire respecter ;
- ils sont inaliénables (personne ne peut les perdre, temporairement ou définitivement, volontairement ou non) ;
- ils sont universels car fondés sur la raison et non sur les particularismes culturels.

Pour certains militants contemporains des droits de l'homme, des normes internationales, valables pour tous les pays et tous les peuples, doivent être édictées et soutenues — le cas échéant — par le droit d'ingérence, mais l'affirmation de leur universalité rencontre de nombreuses objections dans un monde tenté par le relativisme. C'est une question particulièrement importante de la philosophie politique contemporaine.
L'extension du concept des droits de l'homme a conduit à identifier plusieurs « générations » de Droits.
Magali Lafourcade, juriste spécialiste du sujet, souligne l'« élasticité » du concept pour rendre compte du mouvement d'enrichissement du corpus des droits de l'homme.

### Première génération
La première génération est celle des droits de l'homme « civils et politiques ». Les premières revendications trouvent leur inspiration dans le libéralisme. Elles concernent principalement la liberté, la sûreté, la propriété et la résistance à l'oppression (déclaration de 1789), qui sont des droits d'émancipation vis-à-vis d'un État souvent oppresseur. Ces premiers droits, « contre l'État » — toujours classés comme droits de première génération — sont opposables à l'État qui ne peut agir en un sens contraire pour limiter ou supprimer ce que l'on considère comme des « droits-liberté ». Historiquement, ces droits, déjà embryonnaires dans la Constitution coutumière anglaise, se sont développés à la fin du XVIIIe siècle et ont été reconnus lors des révolutions américaine (1787) et française (1789).
Classiquement, on distingue :
- Les libertés individuelles : qui consistent pour chaque individu « à pouvoir faire tout ce qui ne nuit pas à autrui ». On peut compter parmi ces dernières :
  - la liberté physique, dont en premier lieu le droit à la vie, puis l'interdiction de l'esclavage, l'interdiction de la torture et des peines inhumaines ou dégradantes et l'interdiction de la détention arbitraire (Habeas corpus) appelée aussi sûreté (Montesquieu) ;
  - les libertés familiales (liberté du mariage, filiation, et aujourd'hui vie privée) ;
  - la propriété privée (assimilée par la Déclaration de 1789 à un droit naturel et imprescriptible de l'homme, articles 2 et 17) ;
  - la liberté contractuelle (article 1134 du Code civil français).
- Les libertés politiques, c'est-à-dire :
  - le droit de vote ;
  - le droit de résistance à l'oppression ;
  - le droit de réunion pacifique…

Elles recouvrent entre autres les libertés des cultes, de conscience, de l'enseignement, de communication, d'association, etc.
Aujourd'hui, les deux types de libertés sont mêlés, notamment en raison d'une revendication et d'une protection concomitantes.

### Deuxième génération
La deuxième génération consacre les droits « économiques et sociaux ». Il est cette fois question de dignité et de bien-être (éducation, santé, etc.), qui sont des droits sur l'État, inspirés du socialisme au sens large.
Les droits de la deuxième génération sont des droits qui nécessitent l'intervention de l'État pour être mis en œuvre ; l'individu, contrairement à l'hypothèse des droits résistance, est ici en mesure d'exiger de l'État une certaine action. On les nomme aussi classiquement les « droits-créances », que l'État doit, en retour d'un abandon d'une part de la liberté de ses citoyens. Ce sont aussi les droits sociaux. La notion apparaît à la suite des luttes socialistes, et elle est aujourd'hui considérée comme part entière de l'État de droit.
Historiquement, la plupart de ces droits ont été reconnus au lendemain de la Seconde Guerre mondiale (en France, notamment dans le préambule de la Constitution du 27 octobre 1946). Néanmoins le droit au travail ainsi qu'à la protection sociale était revendiqué dès le début de la Révolution française de 1789, et inscrit dans la loi du 19 mars 1793[réf. non conforme], qui affirmait : « Tout homme a droit à sa subsistance par le travail s'il est valide ; par des secours gratuits s'il est hors d'état de travailler. Le soin de pourvoir à la subsistance du pauvre est une dette nationale ». De même, l'article 21 de la Déclaration des droits de l'homme et du citoyen de 1793 affirme : « Les secours publics sont une dette sacrée. La société doit la subsistance aux citoyens malheureux, soit en leur procurant du travail, soit en assurant les moyens d’exister à ceux qui sont hors d’état de travailler ».
Il inspira par la suite la création des Ateliers nationaux, sous la direction de Louis Blanc, durant la Seconde République.
On peut en donner une liste non exhaustive :
- droit au travail ;
- droit à la sécurité sociale ;
- droit à l'éducation ;
- droit de grève (1864) ;
- liberté syndicale (loi Waldeck-Rousseau du 21 mars 1884).

### Conflit entre première et deuxième génération
Il existe un certain conflit entre les droits contre l'État et les droits sur l'État, qui recouvre l'opposition entre deux conceptions des droits de l'homme, la conception libérale et la conception socialiste.
Les partisans, libéraux, des droits résistance qualifient fréquemment les droits créance de faux droits, car l'État ne peut satisfaire les droits de deuxième génération des uns qu'en imposant à d'autres de le faire, ce qui viole leurs droits de première génération. On cite souvent comme exemple le droit au logement (de seconde génération) qui s'oppose au droit de propriété (de première génération).
Ce conflit ne doit pas être confondu avec celui des droits de même génération. Ainsi, le droit à la liberté d'expression trouve sa limite dans le droit à ne pas être injurié ni diffamé, limite explicitement affirmée dans l'article 11 de la Déclaration des droits de l'homme et du citoyen de 1789.
La Déclaration universelle des droits de l'homme (1948), qui affirme par exemple le « droit à la sécurité sociale » (article 22) ainsi que le « droit au travail » (article 23) et à l'éducation (article 26), est accompagnée de deux pactes internationaux des Nations unies relatifs aux droits civils et politiques (première génération) et aux droits économiques, sociaux et culturels (deuxième génération) (16 décembre 1966). Ces deux pactes ont rarement été signés tous les deux ensemble ; les pays du Bloc de l'Ouest signaient plus volontiers le premier tandis que ceux du Bloc de l'Est signaient le second[réf. souhaitée].
En France, le Conseil constitutionnel n'admet pas une hiérarchisation de ces deux catégories de droits, puisqu'il est amené à concilier, plus que faire prévaloir l'une sur l'autre, ces deux générations, même si en pratique cela l'amène à avoir une préférence pour l'application des droits de la première génération.

### D'autres générations?

#### Droits de troisième génération
Cette troisième génération recouvre des droits imparfaitement définis (dans leur contenu) et parfois mal acceptés.
Les critiques adressées à la dernière génération, fondent l'émergence d'une nouvelle expression des droits : ainsi, en a-t-il été au XIXe siècle, pour les droits des femmes et au XXe siècle pour les droits de la seconde génération : jusque dans les années 1970-1980, des oppositions minoritaires perdurent encore.
On parle ainsi des droits suivants :
- les droits environnementaux[39] (droit à un environnement propre, sain et durable) ;
- le droit au développement ;
- le droit au partage du patrimoine commun de l’humanité ;
- le droit à la différence[40] ;
- le droit des peuples autochtones ;
- le droit des minorités[41].

#### Droits de quatrième génération
La quatrième génération semble l'expression de doctrines isolées qui ne font pas consensus sur leur contenu ou leur existence. On trouve ponctuellement l'évocation d'une quatrième génération de droits dont le contenu peut varier très fortement. Elle peut comprendre des prérogatives au profit des personnes faibles telles que les enfants, les personnes âgées ou handicapées.
Le contenu de ces générations n'est pas clair et n'est pas consacré dans un grand texte comme le sont les droits des deux premières générations. Les théories reprennent certains droits de la troisième génération pour les mettre dans la quatrième (droit de l'environnement, bioéthique, etc.), la différence étant, pour eux, que les droits des trois premières générations s'attacheraient à l'homme vivant en société (avec un glissement de la liberté vers l'égalité matérielle), tandis que les droits de la quatrième seraient des droits rattachés à l'être humain en tant qu'espèce. Ces nouveaux droits concernent essentiellement les droits des individus appelés aussi droits subjectifs par opposition aux droits liés aux exigences de la vie collective appelés droits objectifs.

## Aspects institutionnels et juridiques
Les droits de l'homme ont ainsi de plus en plus une consistance juridique dans le monde, du fait tant :
- de leur intégration dans des Constitutions et des lois ;
- que de la création de juridictions internationales, telles que la Cour européenne des droits de l'homme. C'est ainsi que la jurisprudence construite progressivement par cette dernière concernant les différends entre les États et les particuliers commence à être prise en compte par la doctrine juridique dans de nombreux pays, même non européens.

### Droits de l'homme et peines d'emprisonnement
La liberté étant mentionnée comme l'un des quatre droits fondamentaux de l'homme, sa suspension temporaire dans le cadre d'une peine d'emprisonnement a fait l'objet de travaux dans le cadre des Nations unies.

### Droits de l'homme et démocratie
La source du droit dans le domaine des droits de l'homme vient de l’existence de l’individu, alors que la source du droit dans les démocraties dérive par définition de la volonté générale. C’est lorsque ces deux sources de droit entrent en conflit que la société doit trouver un équilibre et un moyen de concilier ces deux impératifs. Par exemple, nous bénéficions de la liberté d’expression, mais la loi pénale interdit que l’on insulte son voisin ; nous avons chacun le droit fondamental de nous marier, mais la loi civile interdit le mariage entre frères et sœurs ; dans de nombreux pays, le droit à l’avortement existe et est considéré par ses partisans comme un droit fondamental des femmes à disposer de leur corps tandis que les opposants le considèrent comme une violation du droit fondamental à la vie.
Les lois dans ces exemples ne violent pas pour autant les droits de l’homme mais ceci pose la question difficile de savoir quelles sont les limites « acceptables » que la loi peut imposer aux droits de l’homme, dans une société démocratique régie par le droit.
Il n'est pas exclu que la démocratie puisse se trouver en conflit avec les droits de l'homme. Le principe démocratique rend a priori légitime toute décision issue de la volonté populaire, et ne reconnaît aucune autorité supérieure à celle du peuple-souverain. En conséquence, il n'existe pas de solution philosophique, politique ou juridique unanimement reconnue comme satisfaisante au cas où la majorité d'un peuple, directement ou par l'intermédiaire de dirigeants régulièrement élus, soutiendrait une politique contraire aux droits de l'homme.
Un État démocratique peut donc violer les droits de l'homme. Pour l'éviter, la souveraineté du peuple est limitée par des garde-fous indépendants, un rôle souvent tenu par les instances judiciaires (au niveau national, par des juges constitutionnels ou des Cours suprêmes ou, comme indiqué ci-après pour la Cour européenne des droits de l'homme (au niveau régional). Un exemple en ce sens s'est produit en Suisse[Quand ?], où la décision quant à la naturalisation de certains individus fut soumise, conformément à la procédure locale en vigueur, à une votation populaire. Les candidats à la naturalisation se divisaient en gros en deux groupes : des individus d'origine italienne et d'autres d'origine ex-yougoslave. Le résultat de la votation populaire fut que les candidats italiens furent tous admis à la nationalité suisse, alors que tous ceux d'origine ex-yougoslave furent rejetés. Ces derniers firent recours au Tribunal fédéral suisse (la Cour suprême du pays), qui annula la décision populaire, considérant celle-ci comme discriminatoire, et partant contraire aux droits de l'homme (tels que reconnus et protégés par la Constitution fédérale suisse). Selon les termes de l'arrêt du Tribunal fédéral, « lors du vote sur des demandes de naturalisation, les citoyens doivent respecter les droits fondamentaux », et de conclure : « la liberté de vote ne leur confère aucun droit à la validation d'un résultat incompatible » avec les droits de l'homme.

### Droits de l'homme et État de droit
Les démocraties assument en principe le respect des droits de l'homme, notamment à travers la doctrine de l'État de droit. Toutefois, il ne faut pas confondre le respect des droits de l'homme par un État et son caractère démocratique, même si les deux vont souvent de pair.
Les droits de l'homme sont l'enjeu d'une lutte entre l'affirmation de la souveraineté des États et l'établissement d'une sphère inviolable autour de chaque individu.

### Droits de l'homme et droit de la guerre
Au XVIe siècle, le désir d'améliorer le sort des peuples non européens, et notamment celui des Amérindiens, a abouti à leur conversion souvent par la force. La conquête de l'Amérique a été motivée par l'or, mais aussi par l'évangélisation et l'humanisme de Juan Ginés de Sepúlveda.
Aujourd'hui, l'idéologie des droits de l'homme est devenue l'un des principaux arguments cités par les hommes politiques des États-Unis et d'Europe pour justifier leur participation à des actions préventives ou répressives contre des États souverains.
Les guerres récentes, celle du Kosovo en 1999 et d'Irak en 2003, se sont trouvées justifiées par l'idée de guerre juste. L'objectif est de convaincre l'opinion publique que l'ennemi est le Mal, qu'il cultive les charniers, comme au Kosovo ou à Timișoara afin de légitimer une action de guerre contre eux.
Le plus grand projet géopolitique et conflictuel actuel, ayant pour essence les droits de l'homme, se retrouve probablement dans le projet du remodelage du Grand Moyen-Orient voulu par les États-Unis. Des intellectuels surtout américains voudraient une démocratisation de tout le Moyen-Orient par différents moyens, y compris par la guerre.
Certains analystes, proches de la politique américaine comme Guy Millière, soutiennent que cette volonté de démocratiser le Moyen-Orient est sincère. D'autres comme Michel Onfray en revanche, attribuent à des intérêts pétroliers et économiques cette idéologie des droits de l'homme. Ainsi, pour le philosophe, « on a exporté les droits de l'homme par la violence en se mettant au service de l'impérialisme américain ».

## Critiques des droits de l'homme
Les reproches communément adressés aux droits de l'homme sont pratiquement de même nature que les critiques du droit naturel. Ils sont liés à la difficulté philosophique et politique que représentent la définition et la mise en œuvre de règles juridiques générales et absolues applicables à tout être humain quel que soit le lieu ou l'époque.
Edmund Burke, conservateur irlando-britannique, est le premier grand critique connu des droits de l'homme. Dans ses Réflexions sur la Révolution de France publiées en 1790, il dénonce la Révolution française, son rationalisme, son abstraction qui conduirait à la tyrannie et au désastre.
L'école utilitariste dénonce également les droits de l'homme à travers la philosophie de son représentant le plus illustre, Jeremy Bentham. Dans Anarchical Fallacies, écrit en français entre 1791 et 1795 mais publié seulement en 1816, Bentham attaque les déclarations de droits produites par la Révolution. Pour Bentham, les droits sont créés par la loi et la loi est le commandement du souverain ; les droits naturels n’existent pas. Leur généralité les conduit à l’impotence. L’idée même qu’il existerait des droits antérieurs au gouvernement mène à l’anarchie puisque ceci signifie que la loi ne peut limiter ces droits naturels.
Le philosophe du droit Michel Villey, critique conservateur de la notion des droits de l’homme, distingue plusieurs « fruits » des droits de l’homme.
Selon Villey, la philosophie des droits de l'homme apparaît avec Thomas Hobbes qui définit un état de nature peuplé d’individus isolés doté du droit absolu de leur conservation, premier droit de l’homme. Ils entrent en conflit de sorte que le premier fruit des droits de l’homme est « la guerre perpétuelle de tous contre tous, l’insécurité, la peur, la misère ».
Pour empêcher cet état, les hommes abandonnent, au terme d’un contrat social, leurs libertés à un despote omnipotent. La philosophie des droits de l’homme a pour deuxième conséquence la justification de l’absolutisme, objectif d’un Hobbes au service des Stuart qui cherchent à asseoir leur pouvoir. L’État assure la paix, mais l’homme est désarmé contre l’État.
John Locke appartient au parti contraire, celui des bourgeois, hostiles à l’absolutisme du souverain. Il expose un état naturel dans lequel les hommes ne sont pas en conflit mais au contraire sont soumis à une loi commune qui commande le respect de la propriété. L’Homme, selon Locke, détient la propriété de lui-même, mais aussi de ce qu’il produit grâce à son travail, avant tout contrat social. Le contrat social ne sert pas à aliéner les libertés, mais à instituer un État qui va assurer le respect du droit naturel de propriété. Locke justifie un grand nombre de droits tels que la liberté de conscience et la liberté d’opinion.

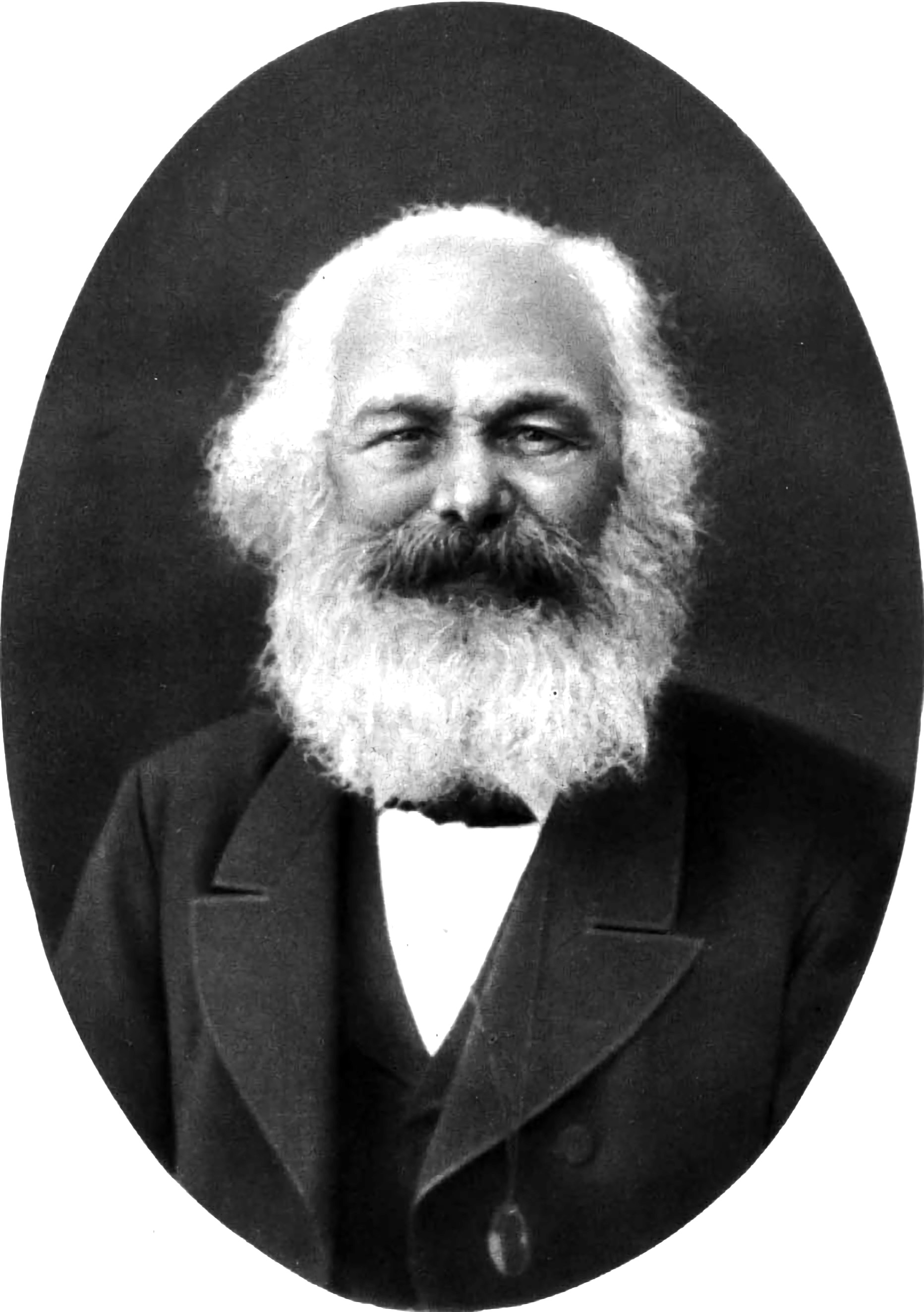
Karl Marx, un critique des droits de l'homme en 1843.

Ces droits cependant ne concernent pas les individus de façon équitable. En profitent avant tout ceux disposant des moyens de les mettre en œuvre, les riches. En 1843, dans Sur la Question juive, Karl Marx ne voit dans les droits de l'homme que des droits purement « formels », ne profitant en dernier lieu qu'à la bourgeoisie.

« On fait une distinction entre les « droits de l'homme » et les « droits du citoyen ». Or quel est cet « homme » distinct du citoyen ? Personne d'autre que le membre de la société bourgeoise. Pourquoi le membre de la société bourgeoise est-il appelé « homme », homme tout court, et pourquoi ses droits sont-ils appelés droits de l'homme ? Qu'est-ce qui explique ce fait ? Par le rapport de l'État politique à la société bourgeoise, par l'essence de l'émancipation politique. Constatons avant tout le fait que les « droits de l'homme », distincts des « droits du citoyen », ne sont rien d'autre que les droits du membre de la société bourgeoise, c'est-à-dire de l'homme égoïste, de l'homme séparé de l'homme et de la communauté. »

— Karl Marx, La question juive, 1843
Par la suite, de nombreux marxistes, dont Paul Lafargue, gendre de Marx, dénonceront les « phtisiques » et « pompeux » droits de l'homme comme un concept bourgeois ne représentant guère plus que les « droits de l'exploitation capitaliste » (Paul Lafargue, Le Droit à la paresse).
Selon Alain de Benoist, essayiste d’extrême droite, le discours de l'idéologie des droits de l'homme cherche à faire passer ses idées comme des dogmes qu'on ne saurait critiquer ou questionner sans se placer en dehors de l'humanité. Cet effet serait obtenu en présentant les droits de l'homme comme des droits « universels ». Les tenants du credo des droits de l'homme se considérant comme investis de la mission d'en imposer les principes au monde entier, l'idéologie des droits de l'homme se révèle ainsi porteuse d'intolérance et de rejet total alors que théoriquement elle est fondée sur un principe de tolérance.
Pour l'historien du droit Jean-Louis Harouel, les démocraties européennes, en faisant des droits de l'homme leur politique, se sont condamnées à l'impuissance collective. Instaurant une morale d'État « vertueusement suicidaire », la religion des droits de l'homme interdirait aux dirigeants occidentaux d'envisager les problèmes liés à l'immigration et à la présence d'un islam de masse, et d'y répondre d'un point de vue politique. La religion des droits de l'homme serait ainsi la négation des droits collectifs des nations européennes.

### Critique relativiste
Les droits de l'homme sont parfois présentés comme une invention occidentale moderne, bien que des proclamations similaires, simplement plus mal connues, comme la Charte du Manden proclamée au XIIIe siècle par Soundiata Keïta, Empereur du Mali, existent en fait en d'autres lieux et à d'autres époques. En outre, ils sont parfois utilisés comme un moyen de pression des pays dits « occidentaux » sur d'autres pays du monde. Certains y voient même une arme idéologique de destruction culturelle et religieuse, et d'asservissement économique des autres nations.
Ainsi, le principe d'universalité des droits de l'homme est parfois contesté par certains pays. Les pays occidentaux sont accusés de vouloir relancer indirectement une politique colonialiste, remodelant le monde à l'image qu'ils souhaitent donner d'eux-mêmes (on parle alors de « droit-de-l'hommisme »). Cette crise a été particulièrement aiguë en ce qui concerne le principe de l'ingérence humanitaire, qualifiée par Bernard Kouchner de droit d'ingérence, reprenant un concept créé par le philosophe Jean-François Revel en 1979, voire de devoir d'ingérence (obligation faite à tout État de fournir assistance, à la demande de l'autorité supranationale).
Ce constat a amené l'Organisation de l'unité africaine (OUA) à déclarer en 1981 la Charte africaine des droits de l'homme et des peuples. Cette charte reprend le principe de la Déclaration universelle de 1948, en y ajoutant un certain nombre de droits qui y ont été négligés : le droit à l'autodétermination des peuples ou l'obligation faite aux États « d'éliminer toutes les formes d'exploitation économique étrangère » par exemple. Mais au-delà de cet ajout transparaît une certaine relativisation implicite des droits de l'homme[réf. nécessaire], qui sont placés à égalité avec les devoirs envers la famille et l'État.
Selon Robert Badinter, la perte de crédibilité vient de ceux qui proclament les droits de l’homme sans les respecter.
L'universalisme — ou l'universalité — des droits de l'homme, tels que définis en Occident, est souvent mis en opposition au relativisme culturel qui promeut une notion d'égalité des cultures — fussent-elles les plus brutales du point de vue du monde occidental —, et qui peut aussi aller jusqu'à rejeter toute possibilité d'évolution des valeurs ethniques en vertu du principe de la lutte contre l'acculturation.
La vision occidentale des droits fondamentaux, fondée sur les libertés civiles et politiques, s'est longtemps opposée au sein de l'Organisation des Nations unies (ONU) à celle du bloc socialiste privilégiant les droits économiques, sociaux et culturels et la satisfaction des besoins élémentaires. L'effondrement de cette idéologie concurrente à la fin du XXe siècle a, par contrecoup, favorisé la diffusion actuelle du modèle occidental. Cependant, l'État et le Parti communiste chinois continuent de publier régulièrement des documents qui défendent et illustrent une vision socialiste modernisée, en taisant la répression qui s'exerce contre ceux qui invoquent avec trop d'insistance la vision occidentale.

### Question de l'opposabilité
Un droit n'est effectif que si, lorsqu'il est violé, les victimes disposent de réelles possibilités de recours. Or en pratique, lorsque les droits de l'homme sont méconnus par le pouvoir politique d'un État souverain ou d'un gouvernement, de fait les victimes n'ont, dans la plupart des cas, aucun véritable recours.
Au-delà du débat sur le contenu des droits de l'homme, il n'existe au niveau mondial aucune autorité disposant à la fois de la légitimité nécessaire et des moyens de coercition appropriés pour imposer le respect de ces droits dans chaque pays.
Les citoyens de certains pays ont accès à des Cours de Justice supra-nationales (c'est le cas en Europe). Il existe aussi une Cour pénale internationale ainsi que des tribunaux internationaux à compétences spécifiques pouvant intervenir en matière de violation des droits de l'homme, mais ces institutions, qui n'opèrent que dans des limites étroites et sur la base du consentement des États concernés, ne sont pas des voies de recours praticables pour la plupart des victimes. La sanction effective par une juridiction internationale d'une violation massive des droits de l'homme ne peut avoir lieu, en pratique, qu'après le renversement (généralement à l'issue d'une guerre) du régime politique responsable (par exemple au procès de Nuremberg). Elle est donc exceptionnelle, n'intervient qu'à la suite de certaines crises majeures, et implique que le régime responsable ait d'abord été vaincu militairement par des puissances décidées à l'appliquer. De telles conditions, qui supposent un usage massif de la force et des vainqueurs bien disposés, rendent ce recours impraticable en temps normal, et totalement exclu si le régime « suspect » est lui-même une grande puissance économique et militaire.
De manière générale, chaque État définit et sanctionne le droit applicable sur son territoire, et détermine par conséquent à sa discrétion et selon ses moyens la manière dont les droits de l'homme sont interprétés et mis en œuvre.
De plus, la validité universelle des Droits de l'homme semble être en contradiction avec le principe d'autodétermination au nom duquel chaque peuple est maître du choix de son régime politique. La stricte application du principe d'autodétermination fait en effet prévaloir les choix politiques locaux sur toute valeur universelle ; elle équivaut à légitimer par avance la politique de tout gouvernement national en matière de droits humains, à la seule condition que ce gouvernement ne soit pas imposé par une puissance étrangère. On a tenté de tempérer ce principe avec la notion d'ingérence humanitaire, mais cette notion est elle-même très controversée, sa légitimité étant à démontrer au cas par cas et son application de toute façon exclue sur le territoire d'un État disposant d'une puissance militaire significative.
La première conséquence de cette situation est que les droits humains, même s'ils sont théoriquement universels, ne sont pas « universellement opposables » et que leur application effective dépend de chaque situation locale. En d'autres termes, même s'ils peuvent faire partie du droit dans un pays donné, les droits humains feraient plutôt figure, sur le plan mondial, de « recommandations morales » que de règles juridiques. À cet égard, la critique de la notion de « droit de l'homme » par l'historien du droit Jacques Ellul est on ne peut plus sévère :

« Je suis toujours étonné que cette formule réunisse un consensus sans faille et semble parfaitement claire et évidente pour tous. La Révolution française parlait des « droits de l’homme et du citoyen ». Les droits du citoyen, j’entends : étant donné tel régime politique, on reconnaît au membre de ce corps politique tel et tel droit. Ceci est clair. De même lorsque les juristes parlent des droits de la mère de famille, ou le droit du mineur envers son tuteur, ou le droit du suspect. Ceci encore est clair. Mais les droits de l’homme ? Cela veut donc dire qu’il est de la « nature » de l’homme d’avoir des « droits » ? Mais qu’est-ce que la nature humaine ? Et que signifie ce mot « droit », car enfin, jusqu’à preuve du contraire, le mot « droit » est un mot juridique. Il a et ne peut avoir qu’un sens juridique. Ce qui implique d’une part qu’il peut être réclamé en justice, et qu’il est également assorti d’une sanction que l’on appliquera à celui qui viole ce droit. Bien plus, le droit a toujours un contenu très précis, c’est tout l’art du juriste que de déterminer avec rigueur le sens, le seul sens possible d’un droit. Or, quand nous confédérons, en vrac, ce que l’on a mis sous cette formule des droits de l’homme, quel est le contenu précis du « droit au bonheur », du « droit à la santé », du « droit à la vie », du « droit à l’information », du « droit au loisir », du « droit à l’instruction » ? Tout cela n’a aucun contenu rigoureux. »

— Jacques Ellul, Le bluff technologique, 1988.

### Question de la symétrie entre droits et devoirs
Les Droits de l'homme ont été fréquemment invoqués dans l'histoire. Dans les débuts de la Révolution française, on faisait fréquemment référence à la Déclaration des droits de l'homme et du citoyen, celle de 1789, ou celle de 1793. Plus près de nous, les agences de notation financière, principalement américaines, critiquées pour leurs prises de position après l'affaire Enron, la crise des subprimes, et lors de la crise grecque de 2010, ont justifié leurs positions en précisant qu'elles émettent des opinions, faisant ainsi référence à la liberté d'opinion, et surtout à la Déclaration des Droits américaine, dans laquelle la liberté de parole (freedom of speech) fait l'objet du Premier amendement de la Constitution des États-Unis.
La question d'introduire des devoirs à côté des Droits de l'homme a été abordée pour la première fois en 1795 dans la Déclaration des droits et devoirs de l'homme et du citoyen.
La notion de devoir est apparue une seconde fois dans une déclaration des droits, dans la Déclaration universelle des droits de l'homme, adoptée en 1948, à Paris. L'article 29 précise : « L'individu a des devoirs envers la communauté dans laquelle seul le libre et plein développement de sa personnalité est possible ».
La Charte africaine des droits de l'homme et des peuples, adoptée en 1981 et ratifiée par plus de 50 États, a consacré ses articles 27 à 29 aux devoirs. Parmi ces devoirs figurent le respect et la tolérance envers autrui, le travail, ainsi que la défense de l'institution familiale, de la cohésion sociale et de la sûreté de l'État.
À la suite de l'émergence de la préoccupation environnementale, à la fin du XXe siècle, on a reconnu le droit pour tous à un environnement sain. Sous l'impulsion de Jacques Chirac, l'État français a alors décidé d'inclure des devoirs dans la charte de l'environnement, qui a valeur constitutionnelle. L'article 2 de la charte stipule en effet : « Toute personne a le devoir de prendre part à la préservation et à l'amélioration de l'environnement ».
Ce fut l'une des premières apparitions des devoirs dans une constitution (la Constitution de 1946 mentionnait le devoir de travailler).
La notion de devoirs humains demeure cependant beaucoup moins institutionnalisée que celle de droits de l'homme. Cette asymétrie est une cause de fragilité pour les Droits de l'homme eux-mêmes. En effet, un droit, pour être applicable, est nécessairement la contrepartie d'une obligation pour autrui (ou pour la société dans son ensemble). Par exemple le droit au travail reste souvent théorique pour un chômeur, dans la mesure où aucun employeur en particulier n'a le devoir de l'embaucher, de même que le droit au logement n'est applicable que dès lors qu'un propriétaire a le devoir de mettre un logement à disposition. Cette difficulté a donné lieu à la notion de droit opposable, qui tend à rendre certains droits simplement applicables en précisant les devoirs (généralement à la charge des pouvoirs publics) qui en sont la contrepartie.
Dans Pacem in Terris du pape Jean XXIII, considérée comme l'une des encycliques les plus importantes du XXe siècle, les droits et les devoirs sont plusieurs fois mis côte à côte : l'encyclique évoque notamment le « rapport indissoluble entre droits et devoirs dans une même personne » et la « réciprocité de droits et de devoirs entre personnes différentes ».

### Dérive vers le primat absolu des subjectivités
Plusieurs auteurs ont fait observer que la poussée des droits fondamentaux dans la seconde partie du XXe siècle a pour conséquence que les droits de l'homme étroitement liés au départ à la démocratie se trouvent en opposition à cette dernière. Le juriste Jean-Éric Schoettl considère que « l’expansion des droits fondamentaux, et plus précisément des droits subjectifs, opposables par un particulier à une personne publique, caractérise l’évolution du droit, en France comme partout en Occident, depuis un demi-siècle ». Ce « dévoiement » de l’individualisme philosophique a été ensuite dans un second temps cautionné par le droit textuel et jurisprudentiel. Ce dernier devient de ce fait pour les militants de la transformation radicale de la société, le champ de bataille principal. Les droits-libertés limitent toujours plus strictement les marges de manœuvre de l’État régalien, lorsque celui-ci entend faire prévaloir l’intérêt général ou sauvegarder l’ordre public. Or selon Schoettl, une société reposant sur la seule autonomie de l’individu court le danger de retourner à l’état de nature décrit par Hobbes. Ainsi, « la glorieuse apothéose de l’individu au sein de la démocratie occidentale moderne n’aurait été alors que l’antichambre d’une vertigineuse régression ». Jean-Claude Michéa dénonce dans ce qu'il nomme le « principe d’illimitation », fondé sur le primat absolu des subjectivités, autrement dit sur le communautarisme et l’individualisme, une illimitation des droits de chacun, autrement dit une extension continue des droits individuels qui débouche, selon lui, non sur une société harmonieuse et consensuelle, mais « sur une guerre de tous contre tous par avocats interposés ».

### Dérive vers une religion civile
La sacralisation implicite de la Déclaration des droits, credo révolutionnaire devenu républicain, pose la question de l’existence d’une forme de religion civile dans la République, en dépit de sa laïcité revendiquée. « Des catéchismes révolutionnaires aux catéchismes républicains, en passant par le rôle des enseignants sous la IIIe République, et malgré les débats houleux sur la question religieuse, les Républiques successives ont toujours, plus ou moins consciemment, fait des droits de l’homme un patrimoine sacré, que l’on connaît, que l’on fête, symbolisé et célébré dans des œuvres d’art, exactement comme une religion. »
Des critiques, tels Alain de Benoist ou Régis Debray assimilent ainsi les droits de l’homme à une religion civile. Religion dont toute critique serait alors vue comme blasphématoire, comme autrefois le fait de douter de l’existence de Dieu. Se poserait également le problème de la volonté parfois affichée de « convertir » certains pays à ces principes universels par la force ou l’aide humanitaire,.

## Respect des droits de l'homme dans le monde d'aujourd'hui
La violation des droits de l'homme est l'abus de personne d'une façon qui abuse n'importe quel droit fondamental. C'est un terme utilisé quand un gouvernement viole le droit national ou droit international relatif à la protection de droits humains. Selon la Déclaration universelle des droits de l'homme, les droits humains fondamentaux sont violés quand, entre autres choses :
- les membres d'une certaine race, foi, ou groupe se voient nier leur reconnaissance comme une « personne ». (articles 2 et 6) ;
- les hommes et les femmes ne sont pas traités comme égaux (article 2) ;
- les groupes différents, raciaux ou religieux ne sont pas traités de façon égale (article 2) ;
- la vie, la liberté ou la sécurité de personnes sont menacées (article 3) ;
- une personne est vendue ou utilisée comme esclave (article 4) ;
- une punition cruelle, inhumaine ou dégradante est utilisée sur une personne, telle que la torture (article 5) ;
- la protection égale contre toute discrimination (article 7) ;
- les victimes d'abus se voient dénier une défense juridique efficace (article 8) ;
- les punitions sont traitées arbitrairement ou unilatéralement, sans droit à un procès juste (article 11) ;
- l'intervention arbitraire dans les vies personnelles ou privées par les agents de l'État (article 12) ;
- interdiction aux citoyens de partir ou retourner à leur pays (article 13) ;
- la liberté d'expression ou la liberté de religion est niée (articles 18 et 19) ;
- le droit de rejoindre un syndicat est nié (article 23) ;
- le droit à l'éducation est nié (article 26).

Les violations des droits humains et les abus sont en partie répertoriés par les organisations non gouvernementales telles que Amnesty International, la Fédération internationale pour les droits humains, Human Rights Watch, l'Organisation mondiale contre la torture, Freedom House, International Freedom of Expression Exchange et Anti-Slavery International. Très peu de pays ne commettent pas de violations de droits humains significatives, selon Amnesty International. Dans son rapport de 2004 sur les droits humains (couvrant 2003) les Pays-Bas, la Norvège, le Danemark, l'Islande et le Costa Rica sont les seuls pays qui n'ont pas violé au moins quelques droits humains significativement.
Certaines personnes pensent que les abus de droits humains sont plus courants dans les dictatures que dans les démocraties parce que la liberté d'expression et la liberté de la presse ont tendance à découvrir les abus orchestrés par l'État et à les exposer. Néanmoins, les abus de droits humains arrivent aussi dans les démocraties. Par exemple, Amnesty International a dénoncé la gestion de la prison de Guantánamo par les États-Unis, et l'a qualifiée de « scandale de droits humains » dans une série de rapports.
Les droits de l'homme ne sont pas nécessairement des droits opposables dans tous les pays où ils sont proclamés, de sorte qu'il n'existe pas toujours de voies de recours pour les faire appliquer. Des juridictions régionales de protection des droits de l'homme sont toutefois en place, comme la Cour européenne des droits de l'homme ou la Cour interaméricaine des droits de l'homme ainsi que des organes internationaux de contrôle comme le Comité des droits de l'homme des Nations unies.
Au sujet des droits de l'homme, le Père Joseph Wresinski a dit « Là où des hommes sont condamnés à vivre dans la misère, les droits de l'homme sont bafoués ».

### Déclarations
À travers l'histoire, plusieurs textes reconnaissent ou accordent différentes prérogatives à l'individu :
- La Magna Carta (Angleterre, 1215) ;
- La charte du Manden (Mali, 1222) ;
- La paix de Fexhe (Principauté de Liège, 1316) ;
- La Confédération de Varsovie (Pologne, 1573) ;
- L'Habeas corpus (Angleterre, 1679) ;
- Le Bill of Rights (Angleterre, 1689) ;
- La Déclaration des droits de l'État de Virginie, Bill of Rights (Virginie aux États-Unis, 12 juin 1776) ;
- La Déclaration d'indépendance des États-Unis (États-Unis, 4 juillet 1776) ;
- La Déclaration des droits de l'homme et du citoyen (France puis républiques sœurs, 1789) ;
- La Déclaration des droits de l'homme et du citoyen de 1793 (France, 1793 : première déclaration de la République) ;
- La Déclaration des droits de la femme et de la citoyenne (France, 1791) ;
- La Déclaration universelle des droits de l'homme (ONU, 1948) ;
- La Convention européenne des droits de l'homme (Conseil de l'Europe, 1950) ;
- La Déclaration canadienne des droits (Canada, 1960) ;
- La Charte des droits et libertés de la personne (Québec, 1975) ;
- La Déclaration des droits de l'homme en islam (Paris/Unesco, 1981) ;
- La Charte canadienne des droits et libertés (Canada, 1982) ;
- La Charte des droits fondamentaux de l'Union européenne (2000).

Le projet de déclaration des droits de l'humanité s'applique quant à lui, non à l'individu, mais à la « famille humaine ».